# Holtekollen
Holtekollen var et skihopanlæg i Geels Skov ved Holte. Anlægget var i brug i flere perioder mellem 1943 og 1980 og var flere gange arena for det danske mesterskab i skihop. Det var ejet af Københavns Skiklub og senere Holte Idrætsforenings Skiafdeling. Navnet Holtekollen er inspireret af Holmenkollbakken i Oslo.

## Historie
Skihopanlægget stod færdig 27. februar 1943. Det bestod af tre hopbakker, hvoraf den største havde et kritisk punkt på 33 meter. Til de internationale konkurrencer i årene 1946-52 blev der importeret sne med tog fra Norge. I slutningen af 1940'erne havde nordmanden Birger Ruud bakkerekorden på den største bakke med 36 meter og rekorden blev i 1950 slået af Ole Geitsund, Norge, som sprang 37 meter. 
Hopstævnet i 1948 blev overværet af 25.000 tilskuere og det siges, at det var det næsthøjeste tilskuertal til et hopstævne denne vinter i Europa og kun overgået af Oslo.
I 1950 blev Holtekollen godkendt som international skihopbakke.
I en skihopkonkurrence med stor international deltagelse lige efter Vinter-OL i Oslo i 1952 var der  15.000 betalende tilskuere på Holtekollen. Der var deltagelse af hoppere fra Norge, Sverige, Finland, USA og Japan.
I 1956 og 1960 blev der afholdt danmarksmesterskab i skihop på Holtekollen. Til mesterskabet i 1960 brugte man afskrabet is fra Rødovre Isstadion som snedække på hopbakken. I 1963 blev der afholdt et kombineret løb i Holte, som bestod af 10 kilometer langrend samt hop på den mellemste bakke på Holtekollen.
Hopanlægget blev oprindeligt bygget af Københavns Skiklub, som blev stiftet i 1938. Holte Idrætsforenings Skiafdeling blev stiftet i 1955 og drev i praksis hopbakkerne, også før klubben overtog dem i juni 1963. Træstilladserne på hopbakkerne var da allerede i dårlig forfatning, og de blev revet ned og brændt af ude i skoven i 1965.
De næste år blev der arbejdet på en ny og mindre hopbakke til Holtekollen, og etableret en endnu mindre bakke ved siden af. Man fik tilført op imod 25.000 kubikmeter jord, og fik formet bakken til brug for skihop. På toppen blev placeret et ca. 3 meter højt træstillads som starttårn. Skihopbakken blev taget i brug i december 1969. 
Den 8. februar 1970 blev der igen afholdt dansk mesterskab i skihop på Holtekollen. Dette skulle senere vise sig, at det blev det sidste danmarksmesterskab i skihop, som blev afholdt. Niels Peter Albertsen blev her dansk mester. 
Først i 1979 blev der igen afholdt skihopkonkurrence på Holtekollen. I en konkurrence med deltagere fra Danmark, Sverige, Norge og Finland blev der af den kun 13-årige danske Nikolaj Blinkenberg Willadsen sat ny bakkerekord på den lille hopbakke med et hop på 11,5 meter. Tidligere på året havde Nikolaj sprunget 22,5 m under træning på den store bakke.
Bakkerekorden på den store bakke havde Tom Klokholm med 25 m. 
I februar 1980 blev der igen afholdt hopkonkurrence dog kun med danske skihoppere, og det blev det foreløbig sidste skihopstævne i Danmark.
Sidste gang der blev forsøgt at arrangere en hopkonkurrence på Holtekollen, var i 1996 i forbindelse med Kulturbyåret i København, men arrangementet måtte aflyses grundet snemangel. 
Det midlertidige hopstillads på hopbakken blev stående og blev brugt som udsigtspunkt, indtil det blev taget ned i 2006. Herefter var det slut med skihop på Holtekollen.
De store danske hopnavne i fyrrene og starthalvtredserne var Mogens Balslev, Poul Elnegaard og den helt unge Jørgen Klokholm.
Op i sluthalvtredserne og tredserne var Tom Klokholm det helt store hopnavn. 
Han vandt i alt 6 danmarksmesterskaber som senior.
Holtekollen bruges i dag som kælkebakke.